# Städtetag Rheinland-Pfalz
Der Städtetag Rheinland-Pfalz e. V. ist die Vereinigung von 33 mittleren und größeren Städten des Landes, darunter die zwölf kreisfreien und die acht großen kreisangehörigen Städte. Die größte Mitgliedsstadt ist Mainz mit 217.556 Einwohnern (31. Dez. 2022), die kleinste Kirn mit 8.273 Einwohnern (2021). Insgesamt repräsentiert der Verband etwa 40 % der Bewohner des Landes Rheinland-Pfalz.
Der Städtetag Rheinland-Pfalz wurde am 8. August 1947 in Mainz gegründet. Auf Anordnung der französischen Militärregierung wurde damals Koblenz als Verbandssitz bestimmt. Heute befindet sich die Geschäftsstelle in Mainz. 
Zusammen mit dem Landkreistag und dem Gemeinde- und Städtebund bildet der Städtetag die Arbeitsgemeinschaft der Kommunalen Spitzenverbände, deren Federführung im jährlichen Wechsel von einem Verband wahrgenommen wird. 
Der Städtetag Rheinland-Pfalz hat 2025 die Federführung inne.
Der Städtetag Rheinland-Pfalz e. V. ist der kommunale Spitzenverband der großen und mittleren Städte im Land. Er vertritt die Interessen seiner Mitglieder gegenüber der Landesregierung, dem Landtag und anderen Institutionen. Als parteipolitisch unabhängiger Verband bringt er sich aktiv in die Landespolitik ein, informiert über kommunalrelevante Entwicklungen und setzt sich für eine starke kommunale Selbstverwaltung ein.
Geführt wird er durch einen Vorstand mit 13 Mitgliedern, der etwa alle sechs bis acht Wochen tagt. Für die Facharbeit bestehen fünf Ausschüsse sowie eine Vielzahl spezieller Arbeitskreise, die in der Regel zweimal jährlich zusammenkommen. Höchstes Organ ist die Mitgliederversammlung, die jährlich im Herbst zusammentritt.
Die wichtigsten Aufgaben des Verbandes sind:
- die Information der Mitglieder in allen kommunalrelevanten Fragen
- der Erfahrungsaustausch zwischen den Mitgliedsstädten
- die Vertretung der Städte gegenüber der Landesregierung und dem Landtag (LTGO RP 2011 I 1; § 129 GemO, §§ 11 und 16 GGO der Ministerien und der Staatskanzlei, § 79 Abs. 4 GeschO LT)
- Presse- und Öffentlichkeitsarbeit

Die jeweiligen Vorsitzenden des Städtetages Rheinland-Pfalz sind Oberbürgermeister bzw. Bürgermeister der angehörigen Mitgliedsstädte. Sie werden im gleichen Rhythmus wie die Kommunalwahlen von den Mitgliedern des Städtetages gewählt.
- bis 2003 Gernot Fischer (Worms)
- 2003- 2004 Jens Beutel (Mainz)
- 2004 - 2007 Christof Wolff (Landau)
- 2007- 2010 Werner Schineller (Speyer)
- 2010 - 2011 Jens Beutel (Mainz)
- 2012 - 2013 Klaus Jensen (Trier)
- 2013 - 2014 Michael Kissel (Worms)
- 2014 - 2019 Bernhard Matheis (Pirmasens)
- 2019 Thomas Hirsch (Landau)[3]
- 2019 - 2022 Michael Ebling (Mainz)[4]
- 2022 - 2024 David Langner (Koblenz)[5]
- seit 7. November 2024 Markus Zwick (Pirmasens)

Geschäftsführende Direktoren des Städtetag sind Michael Mätzig und Lisa Diener.

## Belege
1. Porträt.
2. Wechsel an der Spitze des Städtetages – Oberbürgermeister Thomas Hirsch wird neuer Vorsitzender.
3. Mainzer Oberbürgermeister Michael Ebling zum neuen Städtetags-Vorsitzenden gewählt.
4. 03.11.2022 Mitgliederversammlung: David Langner zum Vorsitzenden gewählt.
5. Mätzig ist geschäftsführender Direktor beim Städtetag     Rheinland-Pfalz. Politik     & Kommunikation, 10. September 2018
6. Lisa Diener 19.05.2022 Neue Geschäftsführerin.[8]
7. Mätzig am 8. Mai 2025 im Amt bestätigt